# B.B.S. Sugarlight
B.B.S. Sugarlight (født 2 juli 2009 i Västerås, Västmanlands län) er en svenskfødt varmblodig travhest.
B.B.S. Sugarlight blev i 2010 eksporteret til Norge og trænes siden da af amatørtræneren Fredrik Solberg. Siden januar 2014 er Peter Untersteiner førstekusk på B.B.S. Sugarlight.

## Karriere
Den 20. august 2014 blev B.B.S. Sugarlight nummer to efter Support Justice i Jubileumspokalen på Solvalla.
Den 25. april 2015 på Åbytravet vandt B.B.S. Sugarlight Olympiatravet.
Den 31. maj 2015 deltog B.B.S. Sugarlight i Elitloppet på Solvalla. Han sluttede på tredjepladsen i trialløbet og kvalificerede sig dermed til finaleløbet samme dag. I Elitloppsfinalen blev B.B.S. Sugarlight nummer fem.
Den 14 juni 2015 på hjemmebanen Bjerke Travbane vandt B.B.S. Sugarlight Oslo Grand Prix.